# Felice Crocco
Felice Umberto Bartolomeo Crocco, conosciuto come Albino (Lima, 3 febbraio 1890 – Genova, 7 maggio 1976), è stato un calciatore italiano, di ruolo centrocampista.
Era conosciuto come Crocco I, per distinguerlo dai fratelli minori Giulio e Ernesto anch'essi giocatori del grifone.

## Carriera
Nato in Perù, visse la sua intera carriera calcistica tra le file del Genoa, dal 1908 al 1914.
In prima squadra dal 1908, annata in cui giocò solo incontri amichevoli per l'autosospensione del Genoa dalle competizioni per il blocco degli stranieri, esordì con il Grifone il 7 febbraio 1909 nel derby pareggiato tre a tre contro l'Andrea Doria.
In rossoblu giocò anche tre incontri, con una rete, di palla Dapples.
Si ritirò dalle competizioni nel 1914.